# سابولش زوباي
سابولش زوباي (بالمجرية: Zubai Szabolcs)‏ مواليد 31 مارس 1984 في المجر، هو لاعب كرة يد مجري. مثل منتخب المجر لكرة اليد. شارك في دورة الألعاب الأولمبية الصيفية سنة 2012.

## سجل المنافسة
شارك في البطولات التالية:
- بطولة العالم لكرة اليد للرجال 2009
- بطولة العالم لكرة اليد للرجال 2011
- بطولة العالم لكرة اليد للرجال 2013
- بطولة أوروبا لكرة اليد للرجال 2006
- بطولة أوروبا لكرة اليد للرجال 2008
- بطولة أوروبا لكرة اليد للرجال 2010
- بطولة أوروبا لكرة اليد للرجال 2012
- بطولة أوروبا لكرة اليد للرجال 2014
- بطولة أوروبا لكرة اليد للرجال 2016
- الألعاب الأولمبية الصيفية 2012

## الإنجازات
- الدوري المجري لكرة اليد:
  - الميدالية الفضية: 2009، 2010، 2011، 2012، 2013، 2014، 2015
  - الميدالية البرونزية: 2002، 2003، 2004، 2005، 2006، 2007، 2008
- كأس أوروبا لكرة اليد:
  - الفوز: 2014
- بطولة العالم لكرة اليد للرجال ناشئين:
  - الميدالية البرونزية: 2005

## روابط خارجية
- سابولش زوباي على موقع الاتحاد الأوروبي لكرة اليد (الإنجليزية)
- سابولش زوباي على موقع أوليمبيديا (الإنجليزية)